# Grow up
Grow Up es un sencillo del grupo de j-pop y j-rock Hysteric Blue de su tercer álbum bleu-bleu-bleu.
Fue el primer sencillo del álbum y el más famoso del grupo por ser Opening del anime Gakkō no Kaidan y llegó al número 18 en la lista de Oricon.

## Video musical
El vídeo musical inicia con varios estudiantes haciendo un examen, para después mostrar a los mismos pero en una entrevista de trabajo y van pasando cuando le toca el turno a Tama ella comienza a imaginar pensando en la Segunda Guerra Mundial pues el señor que la entrevista se parece a Hitler. Entonces ella corre alejándose mientras ellos la persiguen hasta que se encuentra encerrada. Ve a Takuya y Naoki y ellos la ayudan a subir y ya juntos ellos escapan, luego se ve a la banda tocando en un cuarto mientras pasan imágenes de la Segunda Guerra Mundial y termina en que Tama termina la entrevista y sale sonriendo.
Principalmente la canción habla de la libertad y de los obstáculos que a veces la vida nos pone.
- Datos: Q10917518